# 마루타니 다쿠야
마루타니 다쿠야(일본어: 丸谷 拓也, 1989년 5월 30일 ~ )는 일본의 전 축구 선수이다.

## 구단 경력
그는 2008년부터 2019년까지 J리그의 산프레체 히로시마, 오이타 트리니타에서 활동하였다.